# Пондерано
Пондерано (итал. Ponderano) — коммуна в Италии, располагается в регионе Пьемонт, в провинции Бьелла.
Население составляет 4022 человека (2008 г.), плотность населения составляет 575 чел./км². Занимает площадь 7 км². Почтовый индекс — 13875. Телефонный код — 015.
Покровителем коммуны почитается святой Лаврентий, празднование 10 августа.

## Демография
Динамика населения:

## Администрация коммуны
- Официальный сайт: